# Tomaszów (gmina Tarłów)
Tomaszów – wieś w Polsce położona w województwie świętokrzyskim, w powiecie opatowskim, w gminie Tarłów.
W latach 1975–1998 miejscowość należała administracyjnie do województwa tarnobrzeskiego.
Wierni kościoła rzymskokatolickiego należą do parafii Świętej Trójcy w Tarłowie.